# Aurelio De Laurentiis
Pour les articles homonymes, voir De Laurentiis.
Aurelio De Laurentiis, né le 24 mai 1949 à Rome, est un producteur de cinéma, entrepreneur et dirigeant sportif italien, fondateur avec son père Luigi de la Filmauro S.r.l. et aussi actuellement président du SSC Naples et du SSC Bari.

## Biographie
Aurelio De Laurentiis est le neveu de Dino De Laurentiis, qui a produit des films comme Hannibal, Evil Dead 3 et Dragon rouge.
Originaire de la ville de Rome, De Laurentiis est le président actuel du club de football SSC Naples. Il reprend le club en 2004 en Serie C1 (l'équivalent de la 3e division) avec l'ambition de retrouver l'Europe en cinq ans. Au bout de quatre saisons à la tête du club, celui-ci parvient à terminer à la 8e place de la Serie A pour le retour du club dans l'élite italienne.
En 2018, il reprend le AS Bari à la suite de sa faillite, et le renomme SSC Bari, repart de la Série D et remporte ce championnat. Il est donc promu en Série C pour la saison 2019-2020. Le club évolue actuellement en Série B.

## Palmarès en tant que dirigeant

### Football masculin
- Champion d'Italie en 2023 et 2025 (2)
- Coupe d'Italie en 2012, 2014 et 2020 (3)
- Supercoupe d'Italie en 2014 (1)

## Filmographie
- 1977 : Un bourgeois tout petit petit de Mario Monicelli
- 1977 : Un juge en danger de Damiano Damiani
- 1978 : Le Pot de vin de Sergio Corbucci
- 1979 : Il corpo della ragassa de Pasquale Festa Campanile
- 1980 : Le Coucou de Francesco Massaro
- 1980 : Mon curé va en boîte de Pasquale Festa Campanile
- 1981 : Manolesta de Pasquale Festa Campanile
- 1981 : Chambre d'hôtel de Mario Monicelli
- 1981 : Personne... n'est parfait! de Pasquale Festa Campanile
- 1981 : Culo e camicia de Pasquale Festa Campanile
- 1982 : Mes chers amis 2 de Mario Monicelli
- 1982 : Più bello di così si muore de Pasquale Festa Campanile
- 1983 : Il petomane de Pasquale Festa Campanile
- 1983 : Vacanze di Natale de Carlo Vanzina
- 1984 : Bertoldo, Bertoldino e... Cacasenno de Mario Monicelli
- 1985 : Macaroni de Ettore Scola
- 1986 : Yuppies 2 de Enrico Oldoini
- 1987 : Montecarlo Gran Casinò de Carlo Vanzina
- 1987 : Vices et Caprices (Capriccio) de Tinto Brass
- 1988 : Codice privato de Francesco Maselli
- 1989 : Leviathan de George P. Cosmatos
- 1990 : Vacanze di Natale '90 de Enrico Oldoini
- 1991 : Dove comincia la notte de Maurizio Zaccaro
- 1991 : Vacanze di Natale '91 de Enrico Oldoini
- 1991 : Donne con le gonne de Francesco Nuti
- 1993 : Macho de Bigas Luna
- 1994 : Per amore, solo per amore de Giovanni Veronesi
- 1994 : L'amico d'infanzia de Pupi Avati
- 1994 : La stanza accanto de Fabrizio Laurenti
- 1995 : S.P.Q.R. 2.000 e 1/2 anni fa de Carlo Vanzina
- 1994 : Dichiarazioni d'amore de Pupi Avati
- 1995 : Men, Men, Men de Christian De Sica
- 1995 : I buchi neri de Pappi Corsicato
- 1995 : Vacanze di Natale '95 de Neri Parenti
- 1996 : L'arcano incantatore de Pupi Avati
- 1996 : Festival de Pupi Avati
- 1996 : A spasso nel tempo de Carlo Vanzina
- 1996 : Silenzio si nasce de Giovanni Veronesi
- 1997 : Le Témoin du marié de Pupi Avati
- 1997 : A spasso nel tempo - L'avventura continua de Carlo Vanzina
- 1998 : Coppia omicida de Claudio Fragasso
- 1998 : Cucciolo de Neri Parenti
- 1998 : Incontri proibiti de Alberto Sordi
- 1998 : Matrimoni de Cristina Comencini
- 1999 : Paparazzi de Neri Parenti
- 1999 : Il cielo in una stanza de Carlo Vanzina
- 1999 : Tifosi de Neri Parenti
- 1999 : Il lato sinistro dell'amore de Marco Turco
- 2000 : Vacanze di Natale 2000 de Carlo Vanzina
- 2000 : Body Guards - Guardie del corpo de Neri Parenti
- 2001 : Merry Christmas de Neri Parenti
- 2002 : Il nostro matrimonio è in crisi de Antonio Albanese
- 2002 : Natale sul Nilo de Neri Parenti
- 2003 : Natale in India de Neri Parenti
- 2004 : Le barzellette de Carlo Vanzina
- 2004 : Che ne sarà di noi de Giovanni Veronesi
- 2004 : Capitaine Sky et le Monde de demain de Kerry Conran
- 2004 : Christmas in Love de Neri Parenti
- 2005 : Leçons d'amour à l'italienne de Giovanni Veronesi
- 2005 : Natale a Miami de Neri Parenti
- 2006 : Il mio miglior nemico de Carlo Verdone
- 2006 : Natale a New York de Neri Parenti
- 2007 : Manuale d'amore 2 de Giovanni Veronesi
- 2007 : Natale in crociera de Neri Parenti
- 2008 : Grande, grosso e... Verdone de Carlo Verdone
- 2008 : Natale a Rio de Neri Parenti
- 2009 : Italians de Giovanni Veronesi
- 2009 : Natale a Beverly Hills de Neri Parenti
- 2010 : Genitori & figli - Agitare bene prima dell'uso de Giovanni Veronesi
- 2010 : Natale in Sudafrica de Neri Parenti
- 2011 : L'amour a ses raisons de Giovanni Veronesi
- 2011 : Amici miei - Come tutto ebbe inizio de Neri Parenti
- 2012 : Colpi di fulmine de Neri Parenti
- 2013 : Il terzo tempo de Enrico Maria Artale
- 2013 : Colpi di fortuna de Neri Parenti
- 2014 : Sotto una buona stella de Carlo Verdone
- 2014 : Un Natale stupefacente de Volfango De Biasi
- 2018 : Benedetta follia de Carlo Verdone
- 2021 : Si vive una volta sola de Carlo Verdone

## Distinctions

### Récompenses
- David di Donatello du meilleur producteur en 1994 pour Per amore, solo per amore de Giovanni Veronesi
- Ciak d'oro en 2005 : « Meilleure production » pour Manuale d'amore
- Ruban d'argent du meilleur producteur
  - en 1997 avec Antonio Avati et Pupi Avati pour Festival
  - en 2005 pour Tutto in quella notte

### Nominations
- David di Donatello du meilleur producteur
  - en 2004 pour Che ne sarà di noi de Giovanni Veronesi
  - en 2005 pour Leçons d'amour à l'italienne de Giovanni Veronesi
  - en 2006 pour Il mio miglior nemico de Carlo Verdone